# Lama (Barcelos)
Para la freguesía de Santo Tirso, véase Lama (Santo Tirso).
Lama es una freguesia portuguesa del concelho de Barcelos, con 3,65 km² de superficie y 1330 habitantes (2001). Densidad de población: 364,4 hab/km².

## Patrimonio
- Solar de Azevedo